# فرودگاه اگوا کلینت
فرودگاه اگوا کلینت (به انگلیسی: Agua Caliente Airport) یک فرودگاه همگانی است که یک باند فرود آسفالت دارد و طول باند آن ۷۶۲ متر است. این فرودگاه در کشور ایالات متحده آمریکا قرار دارد و در ارتفاع ۳۷۲ متری از سطح دریا واقع شده‌است.